# Sisyropa argyrata
Sisyropa argyrata är en tvåvingeart som beskrevs av Louis-Paul Mesnil 1950. Sisyropa argyrata ingår i släktet Sisyropa och familjen parasitflugor.
Artens utbredningsområde är Senegal. Inga underarter finns listade i Catalogue of Life.